# Трамадол
Трамадол (Ултрам, Трамал) је централно делујући аналгетик и користи се у лечењу умереног до умерено јаког бола. Лек има широк спектар деловања, укључујући и третман за синдром немирних ногу, киселина рефлукс, и фибромијалгија. Развијен је од стране фармацеутске компаније Grünenthal GmbH крајем 70-их година 20. века.
Трамадол дејствује као слаб агонист на μ-опиоидном рецептору, ослобађа серотонин, и инхибира реапсорпцију норепинефрина.